# Stefanie Kübler
Stefanie Kübler (* 1. Mai 1979) ist eine ehemalige deutsche Fußballspielerin.

## Karriere
Kübler begann das Fußballspielen in der Jungenmannschaft des SV Hertmannsweiler. 1991 wechselte sie in den Nachwuchs des VfR Waiblingen, wo sie bis zu ihrem Wechsel zum TSV Crailsheim verblieb. Bei Crailsheim spielte sie von 2001 bis 2008 und bestritt dort unter anderem 37 Erstligaspiele. Im Sommer 2008 wechselte sie zusammen mit ihren Mitspielerinnen Martina Honecker und Julia Manger zum damaligen Bayernligisten ETSV Würzburg, mit dem sie in den Jahren 2010 und 2011 in die Regional- bzw. Zweite Bundesliga aufsteigen konnte. In der Saison 2013/14 ließ sie zunächst ihre Karriere in der Landesligamannschaft Würzburgs ausklingen und war als Torwarttrainerin im Verein tätig. Jeweils in den Rückrunden der Saisons 2015/16 und 2016/17 spielte Kübler erneut für den Zweitligisten TSV Crailsheim.